# Звенигородський краєзнавчий музей
Звенигородський районний краєзнавчий музей ім. Т. Г. Шевченка — краєзнавчий музей у місті Звенигородка Черкаської області, підпорядкований Звенигородському райвідділу культури.

## Історія
Заснований 1922 року стараннями місцевої художниці та збирачки фольклору Софії Терещенко як повітовий музей імені Т. Шевченка. В 1922–1926 роках фактично працював на громадських засадах. 1935 року музей було закрито, як «розсадник націоналізму». Фонди було частково передано до Уманського краєзнавчого музею, а частково втрачено.
1960 року його знову відроджено групою вчителів, зокрема В. Михайловським, О. Ткаченко, Л. Іваницькою, О. Шліхтою, П. Кучеренком. Фонди музею були майже повністю нові. Офіційне відкриття відбулося 1963 року, тоді ж йому присвоїли ім'я Тараса Шевченка та підпорядкували на правах філії Музею історії Корсунь-Шевченківської битви. В 1963–1966 музей був розташований в будинку на проспекті Жовтня, № 76, 1966 року його перевели в колишнє приміщення, де музей працював у 1922–1935 роках (нині вул. В. Чорновола, № 41). Значний внесок у розвиток музею зробили академік Іван Підоплічко, краєзнавці Н. Рубан, В. Стефанович, Г. Храбан.
У музеї зберігаються експонати, пов'язані з історією давньої людини на території Звенигородщини, виникненням Звенигородки, етнографічними й природними особливостями краю, подіями Хмельниччини, Коліївщини, Голодомором 1932—1933 років, сталінськими репресіями, Другою світовою війною, діяльністю Агатангела Кримського та В'ячеслава Чорновола. Функціонують 6 залів. Тимчасові виставки: «Дива на полотні», «Гончарство Звенигородщини», «Вишивка — прадавній вид народного мистецтва», «Радіо-ретро». Музейні працівники проводять уроки історії, екскурсії Шевченківськими місцями.
З 2002 музей видає краєзнавчий журнал «Спадщина».